# Лула (Сардиния)
Лула (итал. Lula) — коммуна в Италии, располагается в регионе Сардиния, в провинции Нуоро.
Население составляет 1647 человек (2008 г.), плотность населения составляет 11 чел./км². Занимает площадь 149 км². Почтовый индекс — 8020. Телефонный код — 0784.
В коммуне 15 августа особо празднуется Успение Пресвятой Богородицы.

## Демография
Динамика населения:

## Администрация коммуны
- Официальный сайт: http://www.comune.lula.nu.it/